# 魔法先生ネギま!の関連商品
魔法先生ネギま!の関連商品（まほうせんせいネギま!のかんれんしようひん）では、赤松健原作の漫画作品『魔法先生ネギま!』に関連して発売された商品について解説する。

## CD
本作品は、麻帆良学園中等部2-A（3-A）の生徒だけでも31人の声優が演じている大規模な作品となっており、これらの声優を起用したCDが多数発売されている。CDの初回版に限り、「パクティオーカード」が特典として付属している（なお、本編では未成立なカードもある。詳細は、スターチャイルドのページを参照）。
中でも特筆すべきは、これらのCDの売れ行きが軒並み好調な点である。日本を代表する音楽チャート誌「オリコン」では、2004年3月発売の「ネギま! 麻帆良学園中等部2-A 6月：図書館探検部」（Invitation〜図書館へいらっしゃい〜）が、声優の歌うテレビアニメ（コミック）キャラクターイメージソングとしては史上初、キャラクター名義のシングル全体でも『クレヨンしんちゃん』の「オラはにんきもの」以来のベストテン入り（7位）を果たして以降、ほとんどの作品がベストテン入りしており、2005年5月発売のテレビアニメオープニングテーマ「ハッピー☆マテリアル」に至っては初登場3位を記録している。更に、World Singles Chartでは、世界ランク20位、同6月発売の同曲が世界ランク14位を記録している。また、スターチャイルドの発表によると、2005年6月に『ネギま!』関連のマキシシングルの累計販売枚数が100万枚を突破した。アニメ作品に出演する声優のみによるアニメソングとしては異例の実績であり、「ハッピー☆マテリアル」をオリコン1位にしようとするファンの活動が報道されるまでに至っている（ITmediaによる記事）。結局、オリコン1位になることはできなかったが、新たにNHKの『第56回NHK紅白歌合戦』に出場させるためのプロジェクトも開始され、スキウタ〜紅白みんなでアンケート〜の紅組50位にランクインした。
また一部にはテレビアニメ第2期の主題歌である「1000% SPARKING!」を、前述の「ハッピー☆マテリアル」で成し遂げることが出来なかった、オリコン1位にするという企画があったが、思うように売り上げが伸びず、ウィークリーチャートでは結局7位という結果に留まった。なお、今作品については、このほか全部で10パターン（歌っているキャラクター（声優）や2番のセリフ部分が異なっている）が発表され、これらはBOXやサウンドトラックCDに収録して発売された。
キャラクターソング以外にも、2005年10月から2006年7月にかけてドラマCDが5本発売された。この内「特別授業」と付くものはアニメイト限定である。

### 魔法先生ネギま!

#### 主題歌
オープニングテーマ「ハッピー☆マテリアル」7枚と、エンディングテーマ2枚の、計9枚が発売された。なお「ハッピー☆マテリアル」は、それぞれ曲のアレンジと2番の歌詞の一部が異なっている。

##### オープニング
ハッピー☆マテリアル 1月度：Original Version
2005年2月16日、初登場8位
歌：麻帆良学園中等部2-A
ハッピー☆マテリアル 2月度：More Rock version
2005年3月2日、初登場11位
歌：麻帆良学園中等部2-A
ハッピー☆マテリアル 3月度：More Happy version
2005年4月6日、初登場5位
歌：麻帆良学園中等部2-A
ハッピー☆マテリアル 4月度：Beloved version
2005年5月11日、初登場3位
歌：麻帆良学園中等部2-A
ハッピー☆マテリアル 5月度：Electric version
2005年6月8日、初登場4位
歌：麻帆良学園中等部2-A
ハッピー☆マテリアル 6月度：The Early Summer version
2005年7月6日、初登場3位
歌：麻帆良学園中等部2-A
ハッピー☆マテリアル/輝く君へ〜Peace
2005年8月3日、初登場9位
歌：麻帆良学園中等部2-A
ハッピー☆マテリアル Now and Oldies version
DVD第1巻付属CD
歌：メルディアナ合唱団

##### エンディング
輝く君へ（c/w：believe）
2005年2月16日、初登場10位
歌：麻帆良学園中等部2-A かなかな組
おしえてほしいぞぉ、師匠（マスター）（c/w：a presious pride）
2005年5月11日、初登場4位
歌：麻帆良学園中等部2-A 師匠となやめるオトメ組

#### キャラクターソング

##### 声のクラスメイトシリーズ
2004年1月から12月にかけて、毎月発売されたマキシシングル。内容はキャラクターソングとそのRemixバージョンやInstrumental、ミニドラマ、声優によるトークなど。
4月：神楽坂明日菜
2004年1月21日、初登場16位
いつだってLove&Dream
歌：神楽坂明日菜（神田朱未）

5月：近衛木乃香
2004年2月25日、初登場14位
にちようび
歌：近衛木乃香（野中藍）

6月：図書館探検部
2004年3月24日、初登場7位
Invitation〜図書館へいらっしゃい〜
歌：図書館探検部（綾瀬夕映、早乙女ハルナ、宮崎のどか）

7月：まほらチアリーディング
2004年4月21日、初登場8位
ポンポン両手にあればWin
歌：まほらチアリーディング（柿崎美砂、釘宮円、椎名桜子）

8月：長谷川千雨
2004年5月26日、初登場11位
スキになってもe-よ
歌：長谷川千雨

9月：運動部仲良し4人組
2004年6月23日、初登場6位
GLOW WILD
歌：運動部仲良し4人組（明石裕奈、和泉亜子、大河内アキラ、佐々木まき絵）

10月：科学と肉まん
2004年7月22日、初登場10位
恋の面積
歌：科学と肉まん（超鈴音、葉加瀬聡美、四葉五月）

11月：武道四天王
2004年8月25日、初登場9位
KIZUNA
歌：武道四天王（古菲、桜咲刹那、龍宮真名、長瀬楓）

12月：雪広あやか
2004年9月23日、初登場9位
雨あがりの天使
歌：雪広あやか

1月：闇の福音&ドール
2004年10月27日、初登場7位
Maze of the dark
歌：闇の福音&ドール（相坂さよ、絡繰茶々丸、Evangeline.A.K.McDowell）

2月：いたずら3人組
2004年11月26日、初登場10位
It's My Life
歌：いたずら3人組（春日美空、鳴滝風香、鳴滝史伽）

3月：文化部4人組
2004年12月22日、初登場5位
Girls, be ambitious〜シンデレラになろうよ〜
歌：文化部4人組（朝倉和美、那波千鶴、村上夏美、Zazie Rainyday）

##### 学園生活を快適にすごすシリーズ
2004年4月から「声のクラスメイトシリーズ」と平行して発売された、ドラマ・キャラクターソングが収録されたCD。それぞれにパイロット版アニメとそれが上映されたイベントの様子が収録されたDVDが同梱されている。
ネギま! 麻帆良学園中等部2-A：1学期
2004年4月28日、初登場21位
収録曲
麻帆良学園校歌
歌：まほらコーラス部（柿崎美砂、古菲、早乙女ハルナ、龍宮真名）
☆まか♥メチャ不思議パラダイス
歌：DROPS
バカップル♥
歌：DROPS
wish upon a star
歌：ネギ・スプリングフィールド（佐藤利奈）

ネギま! 麻帆良学園中等部2-A：2学期
2004年8月25日、初登場23位
収録曲
放課後 ア☆ライブ
歌：まほらコーラス部＆ネギ・スプリングフィールド（佐藤利奈）
ときめきココナッツ
歌：DROPS
戦え!バカレンジャー
歌：バカレンジャー（綾瀬夕映、神楽坂明日菜、長瀬楓、古菲、佐々木まき絵）

ネギま! 麻帆良学園中等部2-A：3学期
2004年12月22日、初登場29位
収録曲
恋せよオトメ
歌：神楽坂明日菜（神田朱未）＆近衛木乃香（野中藍）
健康一番
歌：古菲（田中葉月） 和 超鈴音（大沢千秋）
一人じゃないから
歌：ネギ・スプリングフィールド（佐藤利奈）

#### サウンドトラック
麻帆良学園中等部2-A：音楽の授業<主に出席番号のうた>
2005年3月9日、初登場33位
上記の「出席番号のうた」も収録されているサウンドトラック第1弾。PC用の壁紙・スクリーンセーバー・ミニドラマ映像が収録された特典CD-ROMが付属する。
音楽の授業II時間目 Magical Land
2005年10月26日、初登場57位
サウンドトラック第2弾。PC用の壁紙・スクリーンセーバー・ミニゲーム3つが収録された特典CD-ROMが付属する。

#### ドラマCD
魔法先生ネギま!「特別授業〜お祭り騒ぎに愛に恋!」
2005年10月28日、アニメイト限定発売
魔法先生ネギま! ドラマCD Vol.1
2006年1月25日
魔法先生ネギま!「特別授業II〜踊る!? 大麻帆良祭」
2006年2月20日、アニメイト限定発売
魔法先生ネギま! ドラマCD Vol.2
2006年4月26日
魔法先生ネギま! ドラマCD Vol.3
2006年7月26日

### ネギま!?

#### 主題歌
1000%SPARKING!（c/w：A-LY-YA）
2006年11月8日、初登場7位
歌：ネギ・スプリングフィールド、神楽坂明日菜、近衛木乃香、桜咲刹那
ネギま!?1000%BOX
2007年1月24日、初登場17位
収録曲
DISC1 - 9は「1000%SPARKING!」「A-LY-YA!」を収録
- DISC1：歌：雪広あやか、佐々木まき絵、古菲
- DISC2：歌：宮崎のどか、綾瀬夕映、早乙女ハルナ
- DISC3：歌：鳴滝風香、鳴滝史伽、長瀬楓
- DISC4：歌：明石裕奈、和泉亜子、春日美空、大河内アキラ
- DISC5：歌：柿崎美砂、釘宮円、椎名桜子
- DISC6：歌：絡繰茶々丸、エヴァンジェリン・A・K・マクダウェル、葉加瀬聡美
- DISC7：歌：那波千鶴、村上夏美、ザジ・レイニーデイ、龍宮真名、長谷川千雨
- DISC8：歌：相坂さよ、朝倉和美、超鈴音、四葉五月
- DISC9：歌：麻帆良学園中等部3-A+ネギ・スプリングフィールド
- DISC10
  - ネギま!?春 OPテーマ「夢☆みんなで!」歌：神楽坂明日菜（神田朱未）、ネギ・スプリングフィールド（佐藤利奈）
  - ネギま!?春 EDテーマ「おはよう!」歌：神楽坂明日菜（神田朱未）
  - ネギま!?夏 OPテーマ「らぶ☆センセイション」歌：神楽坂明日菜（神田朱未）、近衛木乃香（野中藍）、ネギ・スプリングフィールド（佐藤利奈）
  - ネギま!?夏 EDテーマ「マジカルハピネス☆」歌：宮崎のどか（能登麻美子）

※このほかアニメでは、ネギ・ネカネ・アーニャバージョンの「1000%SPARKING」も使用された。（サウンドトラック第2弾『ネギま!?Sound Collection 〜CantusII〜』に収録）

らぶ☆センセイション
2007年8月17日
ネギ&明日菜ver.
- 歌：ネギ・スプリングフィールド（佐藤利奈）＆神楽坂明日菜（神田朱未）
- c/w：Let's Play with your Dream!/夢☆みんなで!

木乃香&刹那ver.
- 歌：近衛木乃香（野中藍）＆桜咲刹那（小林ゆう）
- c/w：Never give up!/聖なる空の下で

##### カバー
1000%SPARKING!
歌：桜雨キリヱ（茅野愛衣）、夏凜（小倉唯） - 『UQ HOLDER! 〜魔法先生ネギま!2〜』OAD2エンディングテーマ。
らぶ☆センセイション
歌：結城忍（原田彩楓）、雪広みぞれ（鬼頭明里） - 『UQ HOLDER! 〜魔法先生ネギま!2〜』OAD3エンディングテーマ。
（後述）

#### キャラクターソング
ネギま!?うたのCD（1）
2006年12月6日、初登場43位
収録曲
montage〜まだ見ぬ僕へ〜
歌：ネギ・スプリングフィールド（佐藤利奈）
ココロザシ成長中☆
歌：神楽坂明日菜（神田朱未）
マホラ戦隊バカレンジャー
歌：マホラ戦隊バカレンジャー（綾瀬夕映、神楽坂明日菜、古菲、佐々木まき絵、長瀬楓）
気まぐれ行進曲♪
歌：さんぽ部（長瀬楓、鳴滝風香、鳴滝史伽）
オレンジの夕日
歌：宮崎のどか（能登麻美子）
Re-born
歌：エヴァンジェリン・A・K・マクダウェル（松岡由貴）
ポジティブ!アクティブ!モロジブン!
歌：那波千鶴＆村上夏美
ご存じ!?ぱくてぃ音頭
歌：ネギ・スプリングフィールド（佐藤利奈）
チュパ研の唄〜きっと、いルーンヤ〜
歌：チュパカブラ研究会（神楽坂明日菜、長瀬楓、鳴滝風香、鳴滝史伽、早乙女ハルナ、明石裕奈）
夕暮れセンシティブ
歌：宮崎のどか（能登麻美子）、ネギ・スプリングフィールド（佐藤利奈）
星空レター
歌：神楽坂明日菜（神田朱未）
Let's Play with your Dream!
歌：神楽坂明日菜（神田朱未）＆ネギ・スプリングフィールド（佐藤利奈）

ネギま!?うたのCD（2）
（2007年3月7日、初登場47位）
収録曲
永遠のときを越えて
歌：雪広あやか
YELL◎
歌：チアリーディング部（柿崎美砂、釘宮円、椎名桜子）
笑顔の花
歌：相坂さよ＆朝倉和美
ナポリタンのソース
歌：モツ＆シチミ
Joker!?
歌：龍宮真名＆ザジ・レイニーデイ
GO!GO!マイスターズ!
歌：葉加瀬聡美＆超鈴音＆四葉五月
日本の心
歌：エヴァンジェリン・A・K・マクダウェル＆絡繰茶々丸
真夜中のPhilosophy
歌：綾瀬夕映
イジワルな唇
歌：長谷川千雨
Infinity Love 2U
歌：運動部（明石裕奈、大河内アキラ、春日美空、和泉亜子）
Sugar Memory
歌：神楽坂明日菜＆雪広あやか
Never give up!
歌：近衛木乃香＆桜咲刹那

ネギま!?ベストアルバム
2007年9月26日
「ネギま!?」ホームページでのファン投票により選ばれた10曲 + 新録曲1曲を収録したベスト・アルバム。
収録曲
1000%SPARKING!
歌：ネギ・スプリングフィールド＆アーニャ＆ネカネ・スプリングフィールド
笑顔の花
歌：相坂さよ＆朝倉和美
永遠のときを越えて
歌：雪広あやか（皆川純子）
マホラ戦隊バカレンジャー
歌：マホラ戦隊バカレンジャー
Re-born
歌：エヴァンジェリン・A・K・マクダウェル（松岡由貴）
真夜中のPhilosophy
歌：綾瀬夕映（桑谷夏子）
マジカルハピネス☆
歌：宮崎のどか（能登麻美子）
Never give up!
歌：近衛木乃香（野中藍）＆桜咲刹那（小林ゆう）
星空レター
歌：神楽坂明日菜（神田朱未）
らぶ☆センセイション
歌：神楽坂明日菜（神田朱未）＆近衛木乃香（野中藍）＆ネギ・スプリングフィールド（佐藤利奈）
Hello Again
歌：麻帆良学園中等部3-A+ネギ・スプリングフィールド

#### サウンドトラック
ネギま!?Sound Collection 〜CantusI〜
2007年2月7日
ネギま!?のサウンドトラック第1弾。
ネギま!?Sound Collection 〜CantusII〜
2007年4月11日
ネギま!?のサウンドトラック第2弾。「1000%SPARKING」（ネギ・ネカネ・アーニャ版）も収録されている。

#### ドラマCD
ネギま!? ドラマCD Vol.1
2007年2月7日
ネギま!? ドラマCD Vol.2
2007年4月25日
ネギま!? バラエティドラマCD Vol.1
2007年6月27日
ネギま!? バラエティドラマCD Vol.2
2007年8月22日

### OVAシリーズ・劇場版
ハッピー☆マテリアル リターン
2008年8月27日発売。
歌：麻帆良学園中等部3-A
魔法先生ネギま! 〜もうひとつの世界〜 Theme Song Collection
2010年11月17日発売。
桜風に約束を -旅立ちの歌-
2011年8月24日発売。
桜風に約束を -旅立ちの歌-
歌：ネギ・スプリングフィールド&麻帆良学園中等部3-A
Happy Sunshine
歌：ネギ・スプリングフィールド（佐藤利奈）

### MAGISTER NEGI MAGI 魔法先生ネギま!

#### 主題歌
つよくなーれ（c/w：Pink Generation（明日菜・木乃香・刹那 ver.））
2007年10月24日
歌：神楽坂明日菜・近衛木乃香・桜咲刹那
Pink Generation
2007年10月24日
歌：麻帆良学園3-A生徒31人
オープニングテーマ
ユウキノアジ!（c/w：Pink Generation（pRythme ver.））
2008年2月6日
歌：pRythme (麻生夏子、河瀬ゆり、椋木えり)
Endless Sky（cw/：つよくなーれ(A×K ver.)）
2008年4月9日
歌：A×K (若月さら、藍原みほ)

#### キャラクターソング

##### シングル
Yes!バカレンジャー!
2007年11月28日
歌：まほら戦隊 バカレンジャー（神楽坂明日菜、佐々木まき絵、綾瀬夕映、長瀬楓、古菲)
収録曲
Yes!バカレンジャー!（LONG ver./TV ver.）
SPオープニングテーマ
愛の使者は5つ星!（LONG ver./TV ver.）
SPエンディングテーマ

Move On!（cw/：Pink Generation(あやか・千雨・まき絵 ver.)）
2007年12月26日
歌：雪広あやか、長谷川千雨、佐々木まき絵
kIzuna（cw/：Move On!(pRythme ver.)）
2007年3月12日
歌：pRythme（麻生夏子、河瀬ゆり、椋木えり）
Chuttie magic（キュッティーマジック）
2008年4月12日
歌：らすてる。（山本真菜香、和川未優、片岡沙耶）
収録曲
Chuttie magic
きっとドキッと!（らすてる。ver）
トモダチnote♯（らすてる。ver）

##### アルバム
31S'LOVE
2007年11月21日
収録曲
Be Yourself
歌：神楽坂明日菜
こころ、二重奏
歌：近衛木乃香、桜咲刹那
Baby Love？
歌：長谷川千雨
トモダチnote♯
歌：図書館探検部（宮崎のどか、綾瀬夕映、早乙女ハルナ）
シアワセサガシ
歌：雪広あやか、那波千鶴、村上夏美
Never Ever
歌：エヴァンジェリン・A・K・マクダウェル、絡繰茶々丸
きっとドキッと!
歌：さんぽ部（長瀬楓、鳴滝風香、鳴滝史伽）
世界に愛を咲かせましょ
歌：超包子（超鈴音、葉加瀬聡美、四葉五月）
Start!Start!Start!
歌：でこぴんロケット（和泉亜子、柿崎美砂、椎名桜子、釘宮円）
Starry
歌：朝倉和美、相坂さよ
太陽と月のDestiny
歌：龍宮真名、ザジ・レイニーデイ
Looooop!!!!!
歌：バカレンジャー（神楽坂明日菜、綾瀬夕映、佐々木まき絵、長瀬楓、古菲）
僕たちのキズナ
歌：佐々木まき絵、和泉亜子、春日美空、明石裕奈、大河内アキラ

pRythme 1st mini ALBUM "pRythme 0"
2008年5月21日発売
歌：pRythme
収録曲
kIzuna
Move On!（pRythme ver.）
Get A LIFE
とおまわり
1000%SPARKING!（pRythme ver.）（テレビアニメ第2期オープニングテーマカバー）
ユウキノアジ!
恋ノ唄

#### サウンドトラック
ドラま!Juke box #1〜オリジナルサウンドトラック〜
2008年1月23日
魔法先生ネギま!ドラマDVD BOX1学期に同梱されている。CDのみの販売はしていない。
ドラま!Juke box #2〜オリジナルサウンドトラック〜
2008年3月26日
魔法先生ネギま!ドラマDVD BOX2学期に同梱されている。CDのみの販売はしていない。
ドラま!Juke box #3〜テーマソングコレクション〜
2008年5月21日
魔法先生ネギま!ドラマDVD BOX3学期に同梱されている。CDのみの販売はしていない。

### その他の曲（CD・その他）
麻帆良学園中等部2-A出席番号のうた
イベント会場限定で発売されたCD、収録曲は2-Aのメンバーによる自己紹介の曲「出席番号のうた」。
「Confession」
歌：神楽坂明日菜＆Evangeline.A.K.McDowell
「聖なる空の下で」
歌：近衛木乃香＆桜咲刹那
上記2枚は2005年12月10日に幕張メッセにて行われたイベント「大麻帆良祭」において限定発売されたCD。大麻帆良祭を収録したCD（2枚組）にもボーナストラックとして収録されている。
「ハッピー☆マテリアル（メドレー）」
歌：麻帆良学園中等部2-A
「大麻帆良祭」のライブCDのボーナストラックに収録された曲。ライブで歌われたものと同様に1月度の1番・2番、2月度 - 5月度の2番、6月度の2番から最後のサビまでをメドレーにしたもの。
「ふわふるるん☆〜白い魔法〜」
歌：神楽坂明日菜（神田朱未）
「Happiness Holy day」
歌：ネギ・スプリングフィールド（佐藤利奈）＆神楽坂明日菜（神田朱未）
上記2曲はネギま!?iPod「ネギPon!?」に新曲として収録されている。
「KIRAMEKI☆絶好調!」
歌：ネギ・スプリングフィールド（佐藤利奈）、神楽坂明日菜（神田朱未）、近衛木乃香（野中藍）、桜咲刹那（小林ゆう）withネギPon!?オールスターズ
ネギま!?iPod「ネギPon!?」の購入者限定レコーディングイベントで収録した曲。CDは6月下旬から7月上旬にかけて購入者のうちの希望者に発送された。

### UQ HOLDER! 〜魔法先生ネギま!2〜

#### 主題歌 (UQ HOLDER!)
ハッピー☆マテリアル（c/w：Steady→GO!!）
2017年10月25日、初登場37位
歌：近衛刀太（高倉有加）、時坂九郎丸（広瀬ゆうき）、桜雨キリヱ（茅野愛衣）、夏凜（小倉唯）、結城忍（原田彩楓）、雪広みぞれ（鬼頭明里）

#### キャラクターソング (UQ HOLDER!)
UQ HOLDER! 〜魔法先生ネギま！2〜 Blu-ray BOX 特典キャラクターソングCD
UQ HOLDER! 〜魔法先生ネギま！2〜 Blu-ray BOXに同梱されている。CDのみの販売はしていない。
2018年1月31日
収録曲
1. ハッピー☆マテリアル TVsize
  - 歌：近衛刀太（高倉有加）、時坂九郎丸（広瀬ゆうき）、桜雨キリヱ（茅野愛衣）、夏凜（小倉唯）、結城忍（原田彩楓）、雪広みぞれ（鬼頭明里）

2. Steady→Go!! TV size
  - 歌：近衛刀太（高倉有加）、時坂九郎丸（広瀬ゆうき）、桜雨キリヱ（茅野愛衣）、夏凜（小倉唯）、結城忍（原田彩楓）、雪広みぞれ（鬼頭明里）

3. 輝く君へ
  - 歌：近衛刀太（高倉有加）、時坂九郎丸（広瀬ゆうき）

4. 1000%SPARKING!
  - 歌：桜雨キリヱ（茅野愛衣）、夏凜（小倉唯）

5. らぶ☆センセイション
  - 歌：結城忍（原田彩楓）、雪広みぞれ（鬼頭明里）

## ネギま!?iPod「ネギPon!?」
2006年12月25日に限定発売されたiPod。テレビアニメ第1期、2期関連の曲や写真（小林ゆうの描いた絵を含む）、「ネギま!?」オープニング・エンディングテーマのノンクレジット映像などがあらかじめ収録されている。

### 収録曲
- いつだってLove&Dream
- にちようび
- Invitation〜図書館へいらっしゃい〜
- ポンポン両手にあればWin
- スキになってもe-よ
- GLOW WILD
- 恋の面積
- KIZUNA
- 雨上がりの天使
- Maze of the dark
- It's my life
- Girls, be ambitious〜シンデレラになろうよ〜
- 麻帆良学園校歌
- ☆まか♥メチャ不思議パラダイス
- バカップル
- wish upon a star
- 放課後 ア☆ライブ
- ときめきココナッツ
- 戦え!バカレンジャー
- 恋せよオトメ
- 健康一番
- 一人じゃないから
- ハッピー☆マテリアル 1月度
- ハッピー☆マテリアル 2月度
- ハッピー☆マテリアル 3月度
- ハッピー☆マテリアル 4月度
- ハッピー☆マテリアル 5月度
- ハッピー☆マテリアル 6月度
- ハッピー☆マテリアル 31人ver.
- ハッピー☆マテリアル Now and Oldies version
- 輝く君へ
- 輝く君へ〜Peace
- おしえてほしいぞぉ、師匠（マスター）
- believe
- a presious pride
- 出席番号のうた
- Confession
- 聖なる空の下で
- montage〜まだ見ぬ僕へ〜
- ココロザシ成長中☆
- マホラ戦隊バカレンジャー
- 気まぐれ行進曲♪
- オレンジの夕日
- Re-born
- ポジティブ!アクティブ!モロジブン!
- ご存じ!?ぱくてぃ音頭
- チュパ研の唄〜きっと、いルーンヤ〜
- 夕暮れセンシティブ
- 星空レター
- Let's Play with your Dream!
- ふわふるるん☆〜白い魔法〜（「ネギPon!?」オリジナル）
- Happiness Holy day（「ネギPon!?」オリジナル）

## ゲーム
SCEハードはコナミ、任天堂ハードはマーベラスインタラクティブが発売している。どの作品もパンチラ等のお色気シーンを取り入れており、低くても12歳以上対象となっている。

### Wii
ネギま!? ネオ・パクティオーファイト!!
2007年6月14日にマーベラスインタラクティブより発売。開発元はシェード。CEROレーティング・B 12歳以上対象。ワイド画面表示非対応、プログレッシブ出力対応。
初回特典としてネオ・パクティオーカード（木乃香のコスプレカード）の他、「ドラマCD 『まほら戦隊バカレンジャーvs吸血鬼エヴァンジェリン 時空を超えた三大決戦』」が同梱される。対戦型格闘ゲームであり最大4人までの乱戦が行われる。乱戦中や最初からパーティーゲーム的なイベントが行われることもある。麻帆良学園3-Aの全生徒数31人を含む40タイプのキャラクターが全員フルボイスで登場するが、そのうち使用できる対戦キャラクターは10人（ネギ・明日菜・木乃香・刹那・エヴァ・茶々丸・のどか・まき絵・楓・古菲）で、その他のキャラクターは対戦キャラクターのサポートとして対戦キャラ1人につき2人まで選べる。タイトルの通り対戦中にネオ・パクティオーカードにより3種類の変身ができ、スカタイプにもなることもある。WiiということでWiiリモコンとヌンチャクを使った「マギステル・アクション」と呼ばれる特徴的な操作があるがクラシックコントローラーにも対応しているので従来の操作体系でも遊べる。ゲームをこなしていき、ある一定の条件をクリアすると朝倉和美が撮影したネギと生徒たち全員の水着写真が手に入れられる。
『週刊ファミ通』のクロスレビューは合計16点（40点満点）。
あらすじ
平穏な日々を送っていた3-Aの生徒たち。そんなある日、ネギ・明日菜・木乃香・刹那・エヴァ・茶々丸・のどか・まき絵・楓・古菲の10人がチュパカブラに他人に知られると、とっても恥ずかしい秘密を激写されてしまいます。10人は必死になってチュパカブラを探します。ちょうどその頃、鈴音と聡美が「異次元空間装置」完成させますが、チュパカブラがこの装置を暴走させてしまいます。この暴走にチュパカブラに秘密を激写されてしまった10人が巻き込まれてしまい、異空間に連れ込まれてしまいます。異空間に連れ込まれてしまった10人は一刻も早くチュパカブラに知られてしまった秘密を何とかしたいと、異世界から元の世界に戻ることを画策します。この10人の中で元の世界に戻れるのはいったい誰でしょうか!? そして、チュパカブラに激写されてしまった他人に知られると、とっても恥ずかしい秘密とはいったい何なのでしょうか!?

### PlayStation 2
魔法先生ネギま! 1時間目 お子ちゃま先生は魔法使い!
2005年1月20日にコナミから発売。CEROレーティング・18歳以上対象（2006年3月からD 17歳以上対象）。
ネギを操作し、正式に麻帆良学園の先生として認められるために、期末試験で万年最下位の2-Aの成績向上と、学園を襲う吸血鬼騒動の解決を目指す。メインストーリーは概ね原作に沿って展開されるが、なぜかカモは登場しない。
ゲーム中には2-Aの生徒に加え300人の女生徒が登場し（他クラスのキャラの氏名や性格などはシステムデータの初回作成時にランダム生成される）、人工無能的な仕組みにより状況に応じた行動をとるようになっている。各生徒の性格・行動パターンは、パラメータの調整で付け外し可能な属性により左右される。ゲームクリアのためにはバカレンジャーの「勉強嫌い」属性を外すだけで事足りるが、それ以外にも自由な楽しみ方が可能である。
13組（16人）分のサブエピソードも収録。その内訳は明日菜、茶々丸、木乃香、刹那、まき絵、チアガール3人組（美砂・円・桜子）、楓、鳴滝姉妹（風香・史伽）千雨、エヴァ、のどか、あやか。
内容は前述の2-Aの成績を上げる他、真祖として生徒を襲うエヴァやその下僕の茶々丸と戦う戦闘モードがある。
『週刊ファミ通』のクロスレビューの評価は合計29点（満点は40点）。
魔法先生ネギま! 2時間目 戦う乙女たち! 麻帆良大運動会SP!
2005年7月28日にコナミから発売。CEROレーティング・18歳以上対象（2006年3月からD 17歳以上対象）。
上記の『1時間目』の続編にあたる。今作では麻帆良学園の運動会が舞台となり、さよ以外の30人の生徒の運動力を上げる。
エピソードは明日菜・木乃香・刹那がそれぞれ単独のほか、チアと千雨、委員長と双子、巨乳と貧乳、修学旅行居残組、図書館探検部、体育会系、中華発明肉まん、カモとスライムの8種類がある。
前作でのどかが拾ってしまった魔法書から闇ネギが飛び出し、生徒達の夢に現われる。今回ネギは、闇ネギに操られた彼女達を解放する戦いを余儀なくされる。
バトルパートでは、攻撃手段は前作ではコマンド入力による魔法のみだったが、本作では体術による近接攻撃が可能になった。
『週刊ファミ通』のクロスレビューの評価は合計30点（満点は40点）。
魔法先生ネギま! 課外授業 乙女のドキドキ ビーチサイド
2006年3月23日にコナミから発売。CEROレーティング・18歳以上対象（2006年3月からD 17歳以上対象）。
「水着でアクション!」がテーマ。前2作のセーブデータが入ったメモリーカードを使用すると、ある特典が付く。
グループA（明日菜・木乃香・刹那・風香・史伽）、グループB（夕映・古菲・ハルナ・楓・のどか）、グループC（裕奈・亜子・アキラ・美空・まき絵）グループD（和美・美砂・円・桜子・千雨）、グループE（真名・千鶴・夏美・あやか・ザジ）、グループF（茶々丸・鈴音・聡美・エヴァ）の6チームに分かれる。五月は一応グループFに名を連ねるが、実際にはゲームに参加せず、水着ショップの店員に徹する。さよは今回もわずかな出番のみ。
『週刊ファミ通』のクロスレビューの評価は合計29点（満点は40点）。売上本数は26,786本。
ネギま!? 3時間目 恋と魔法と世界樹伝説!
2006年11月16日にコナミから発売。CEROレーティング・B 12歳以上対象。
麻帆良祭が舞台。ドラマCDと桜咲刹那のネオ・パクティオーカード（コスプレカード。初回生産のみカードは封入）付きの演劇版と、「恋はPARADEのように」（歌：神田朱未＆小林ゆう）と「切なくてラビリンス」（歌：伊藤静）を収録したCD付きのライブ版とがある。
戦闘時にはパートナーを2人選ぶことができるが、最初から選べるのは明日菜・木乃香・刹那の3人のみで、他は麻帆良祭の出し物に投票した5グループに分かれ、特定の条件をクリアしなければならない。
出し物はお化け屋敷にさよ・裕奈・美空・古菲・桜子・楓、大正カフェに和美・美砂・円・ハルナ・千雨・あやか、演劇に亜子・アキラ・まき絵・千鶴・夏美・ザジ、占いの館に夕映・風香・史伽・のどか、中華飯店に茶々丸・真名・鈴音・聡美・エヴァ・五月が登場する。
なお、オープニングは「OVA・春版」と同じ。
『週刊ファミ通』のクロスレビューの評価は合計20点（満点は40点）。売上本数は32,305本。
ネギま!? どりーむたくてぃっく 夢見る乙女はプリンセス♥
2007年4月26日にコナミから発売。CEROレーティング・B 12歳以上対象。
今作は前作までとは違うシミュレーションRPG調のシステムを採用している。また戦うのはネギではなく、各ストーリーに出演する生徒である。
生徒達が夢の中でおとぎ話のキャラクターを演じ、特定の組み合わせで戦闘する。また、特定の生徒に戦闘中にネギがある技をかけると、その生徒の画像が入手できる。
シンデレラにはさよ・和美・明日菜・ハルナ・真名・ザジ、赤ずきんには美空・楓・風香・史伽（さよ・和美・ハルナ・真名）、いばら姫には裕奈・亜子・アキラ・五月（楓・風香・史伽・ザジ）、西遊記にはまき絵・千鶴・千雨・夏美・あやか（明日菜・美空・五月）、かぐや姫には木乃香・刹那・鈴音・聡美（裕奈・亜子・アキラ・まき絵）、白雪姫には美砂・円・古菲・桜子（ハルナ・鈴音・千鶴・聡美・夏美・ザジ）、人魚姫には夕映・茶々丸・エヴァ・のどか（木乃香・刹那・千雨・あやか）が出演する。カッコ内の生徒はそのストーリーではヒロイン役（西遊記は三蔵法師）を担当しない。また一度に10人までしか出撃できないので、白雪姫での2回目の戦闘時はザジが外れる。
最終ステージはネギの結婚相手を選ぶもので、「優しい花嫁」からさよ・史伽・のどか・夏美、「やりくり上手の花嫁」から和美・明日菜・円・千雨、「賢い花嫁」から夕映・鈴音・聡美、「料理上手な花嫁」から亜子・木乃香・千鶴・五月、「楽しい花嫁」からハルナ・桜子・風香・ザジ、「健康な花嫁」から裕奈・アキラ・美空・まき絵、「家庭を守れる花嫁」から茶々丸・古菲・刹那・楓、「色っぽい花嫁」から美砂・真名・エヴァ・あやかの内それぞれ1人ずつ、計8人を選ぶ。
前作までと同じくドラマCD+ネオ・パクティオーカードが付いくる舞姫（プリマ）バージョンと、音楽CDが付いてくる歌姫（ディーヴァ）バージョンがある。
シリーズの内唯一、攻略本が発売されていない。
『週刊ファミ通』のクロスレビューの評価は合計24点（満点は40点）。売上本数は22,503本。

### ゲームボーイアドバンス
魔法先生ネギま! プライベートレッスン だめですぅ図書館島
マーベラスインタラクティブから2005年6月9日に発売。CEROレーティング・12歳以上対象。
カードバトルをベースにしたアドベンチャーRPG。
『週刊ファミ通』のクロスレビューの評価は合計26点（満点は40点）。売上本数は35,162本。
あらすじ
ある夜、Evangelineが図書館島で「ヤツ」に関する謎の書物を入手していた。しかし、翌日、Evangelineは気落ちした様子でその本を開くなと念を押した上で、図書館島に封印してくるようネギに頼んだ。図書館島に向かうネギを見て、明日菜・木乃香・のどか・夕映・あやか・まき絵が付いて来てしまった。6人を連れて図書館島を奥へ奥へと進みながら、明日菜が何の本であるか気になり、本を開こうとしてしまった。すると帯封が外れると共に書物から光が溢れ出て、周囲を包み込んでしまった。光が消えたとき、ネギは別の場所いて、さらに6人がいなくなり、本もどこかへ消えてしまっていた。

魔法先生ネギま! プライベートレッスン2 お邪魔しますぅ パラサイトでチュ〜
マーベラスインタラクティブから2006年3月23日発売。上記『プライベートレッスン』の続編。CEROレーティング・12歳以上対象。
前作同様、カードバトル（多少ルールが修正されている）をベースにしたアドベンチャーRPG。
『週刊ファミ通』のクロスレビューの評価は合計26点（満点は40点）。
あらすじ
麻帆良祭の準備が進む麻帆良学園都市。ある朝突然、前日まで無かったはずのお化け屋敷が建っていた。するとなぜか生徒が授業そっちのけで周囲で騒ぎ始めてしまう。カモが何かがあると直感し、学園長にはことを荒らげずに調査して欲しいと依頼され、ネギは警戒を強めていた。明日菜に事情を話していると、木乃香が現れるが、様子がおかしい。そして、そのままお化け屋敷の中に入って行ってしまった。刹那も駆けつけ、木乃香を追いかけるため、ネギ達は、お化け屋敷の中へ足を踏み入れる。

### ニンテンドーDS
ネギま!? 超 麻帆良大戦 かっとイ〜ン☆契約執行でちゃいますぅ
「ネギま!?」名義で初めて発売されたゲーム。マーベラスインタラクティブから2006年10月26日発売。ジャンルは「ADV+戦略コスプレシミュレーション」。修学旅行編の直後からの完全オリジナルストーリーで展開される。CEROレーティング・B 12歳以上対象。
GBA用作品2作と同じメーカーから発売されているが、ゲームシステムを含め全く別系統の作品である。しかしDS本体のSLOT-2（アドバンス用ソフト挿入口）に前作のソフトを挿した状態で本作を起動すると、タイトル画面で「ハッピー☆マテリアル」（4月度バージョン）が流れるようになる。
最終的に戦闘に参加させることのできるキャラクターは、ネギと夕映・明日菜・茶々丸・古菲・木乃香・刹那・まき絵・真名・楓・千雨・エヴァ・のどか・あやかの14名。
『週刊ファミ通』のクロスレビューの評価は合計20点（満点は40点）。売上本数は22,259本。
あらすじ
修学旅行を終え、さらに上位悪魔の襲来もなんとか退け、再び平穏が訪れた麻帆良学園。小太郎は、落ち着いたことを機に京都に戻ることを決意した。しかし、未練があるネギは、学園長に頼み込み、京都へ行く仕事をもらい、小太郎に付いていくことにした。さらにはその様子を見た、3-Aの全生徒も京都に付いてきた。木乃香の実家でもある関西呪術協会の長・詠春の元へ到着したネギ一行だったが、詠春は留守。その間に流れてきたテレビのニュースでは、大阪で謎の爆発が起きたことが伝えられていた。その映像に不信なものを見たネギ達。詠春が戻ってきて小太郎とネギに調査を依頼、一同は、大阪へ向かう。

ネギま!? 超 麻帆良大戦チュウ チェックイ〜ン全員集合! やっぱり温泉来ちゃいましたぁ
上記のゲームの続編で2007年3月22日発売。CEROレーティング・B 12歳以上対象。
前作は、単に『ネギま!?』を放送開始に合わせて冠しただけで原作の設定が元になっていたが、今作では『ネギま!?』の設定を多く取り入れている。
前作のコスプレシミュレーションバトルは健在で、生徒に着せることが出来るコスプレ数が大幅に増えた。さらに、2人1組で戦う新要素「コンビネーション・バトル」を採用し、前作で最終的に戦闘に参加させることのできた14名+風香、超の計16名を「メインキャラ」として今作でも順次、戦闘に参加させることができる上、3-Aの他の生徒（前述の16名からメインキャラとして選択しなかったキャラを含む）を「サポートキャラ」として戦闘に参加させることが出来る。サポートキャラは、名前の通りメインキャラのサポートとして戦闘に参加する。関係を重視したペア（ネギと明日菜、木乃香と刹那、古菲と超など）を選択することによって、コンビネーションの威力が高まったり、専用のボイスを聴くことができる。また、メインキャラに不足している点をサポートキャラが持つ「サポートスキル」で補うような組み合わせもできる。他にも体力回復のアイテムなどの登場により、戦略性の高いバトルが楽しめるようになった。
『週刊ファミ通』のクロスレビューの評価は合計24点（満点は40点）。
あらすじ
ある日、スポーツ新聞で「秘湯温泉地で怪事件が起きている。謎の吸血生物によるものか?」と報じられる。これを読み、チュパカブラによるものと確信した明日菜は、「チュパ研」としてその温泉地に向かうことにした。温泉に行くと聞きつけた3-Aの生徒達全員が旅行気分で付いていくことに。温泉地に到着すると生徒達は、各温泉巡りに繰り出して行った。明日菜はネギを引き連れ本来の目的であるチュパカブラ捜索に向かい、温泉街に。しかし、なぜか宿や街に人影は無い。青年一人だけ見つけ話を聞こうとしたが、「麻帆良学園から来た」ことを話すと、青年は驚愕し、そしてそそくさと二人の前から姿を消してしまう。手がかりが掴めず、いったん旅館に戻るが、生徒たちは帰って来ない。秘湯の一つを発見し向かうと、そこには魔物がいた。ネギは、明日菜の契約執行を試みるが、何も起きない。魔力封じの結界が張られていたのだ! 犯人はいったい何者なのか!? 生徒たちは無事なのか!? ネギの新たな戦いが始まる。

### 携帯電話コンテンツ
講談社よりiモード・EZweb公式コンテンツとして提供されている。iアプリ・EZアプリのゲームでネギまポイントを貯めることによりデジタルトレカやアドオンシナリオ・追加アプリ・着信ボイスなどを購入することができる。その他のコンテンツは、雑誌連載の紹介や声優の持ち回りによる「チームネギま!日記」のほか、季節にあわせたコンテンツも用意されることがある。
魔法先生ネギま! 学園生活アプリ（iアプリ・EZアプリ）
ネギ・スプリングフィールドとして、学園生活で授業の成功や生徒の依頼（他の生徒探し、一緒に遊ぶ、補習を頼まれる）をこなすことでネギまポイントを取得することができる。キャラクターの好感度も設定されており、アドオンシナリオをクリアするのに重要な要素となっている。
アドオンシナリオを、ネギまポイントを使って購入できる。学園生活アプリの追加シナリオとなっており、ストーリーが進行する中でいくつかの選択肢を選ぶことで変化がおこる、マルチエンディングシナリオとなっている。
魔法先生ネギま! 絵合わせルーレット（iアプリ）
キャラクターを使ったルーレットというより2窓のスロットゲーム。ネギまポイントを使ってプレイすることができる。初期バージョンではアプリにポイントをダウンロードして任意の段階でサーバにポイントを戻すことができたが、このポイント移動の部分にバグがあり不正にポイントを増加させることができることが判明、2005年2月1日からこのアプリのサービス提供が一時中止され、2005年4月1日に新バージョンとして復活した。新バージョンではアプリにポイントを保持することができず、アプリを起動・終了させるたびにサーバに接続してポイントをやりとりするようになる。
魔法先生ネギま! コミュニケーションアプリ（iアプリ・EZアプリ）
プレイヤーは教育実習生となって2-Aの生徒を担当し、毎日のミニシナリオと会話でコミュニケーションを深める。期間は21日間で、ミニシナリオと会話は1日1回ずつしか行えない。生徒との親密度やミニシナリオの選択により、実習の評価が変化する。評価によりネギまポイントがもらえる。
デジタルトレカ（iモード）
漫画のシーンを着色したトレーディングカードをネギまポイントを使って購入することができる。2006年11月現在、第12弾まで出ており1シリーズにつき50種類が用意されており、このほかにもイベント・コミュニケーションアプリでのみ入手できるSPカードが存在する。カードは3枚を1パックとして1パックまたは10パック単位で販売されており、内容はランダムとなっている。またレア度に応じてランキングがされており、ランクの高いカードは出にくくなっている。入手方法は購入以外にも、他のプレイヤー同志の交換・トレードマシンによる交換・オークションなどが用意されている。

### ソーシャルゲーム
魔法先生ネギま!（Mobage）
タイトーから提供されているソーシャルゲーム。講談社「週刊少年マガジン」と取り組みとしては、「フェアリーテイル」に続く第2弾となる。フィーチャーフォンとスマートフォンでの同時提供。アイテム課金制。
プレイヤーは、麻帆良学園都市で、魔法使い見習いとして修業のためのミッションをこなしていく。他のプレイヤーとのバトルと協力をソーシャルゲームならではの要素としてプレイでき、原作のキャラクターたちが登場するカードは合成・強化をしてレベルをあげていく。
ネギマテ ～UQ HOLDER! 魔法先生ネギま!2～（iOS / Android）
2018年2月14日にリリース。通称は『ネギマテ』。『ネギま!』と『UQ HOLDER!』の両方のキャラクターが登場する。

### ブラウザゲーム
魔法先生ネギま!まほらパニック（G123）
CTWから自社プラットフォームのG123で提供されているブラウザゲーム。アイテム課金制。

## その他
- 「魔法先生ネギま! アクセサリ集 課外授業」（2004年12月21日第1版発行[19]、講談社Kキャラターズ CD-ROM for Windows 98/2000/Me/XP、ISBN 4-06-358208-6）[20][21]
- 「魔法先生ネギま! FUN DISC 麻帆良祭」（2006年3月22日、講談社キャラターズA CD-ROM for Windows 98/2000/Me/XP、ISBN 978-4-06-358223-9）[22]
- 「MAGISTER NEGI MAGI 魔法先生ネギま!」 ドラマ版 VISUAL BOOK1（2007年9月28日、音楽専科社（「ARENA37℃」2007年10月号増刊））